# Liste der Schweizerischen Botschafter in Osttimor
Die Liste der Schweizerischen Botschafter in Osttimor führt die diplomatischen Vertreter der Schweiz in Osttimor auf.

## Hintergrund
Die Schweiz ist über ihren Botschafter in Jakarta in Osttimor vertreten.
| Name                    | Bild    | Amtszeit  | Anmerkungen                        |
| Schweiz                 | Schweiz | Schweiz   | Schweiz                            |
| ----------------------- | ------- | --------- | ---------------------------------- |
| ?                       |         |           |                                    |
| Heinz Walker-Nederkoorn |         | bis 2014  | [ 2 ]                              |
| Yvonne Baumann          |         | 2014–2017 | Akkreditierung: 17. Februar 2015   |
| ?                       |         |           |                                    |
| Kurt Kunz               |         | 2019–2023 | Akkreditierung: 28. Februar 2019   |
| Olivier Zehnder         |         | seit 2023 | Akkreditierung: 13. September 2023 |